# Malin Nilsson
Malin Linda Maria Nilsson (Malmö, Suecia, 20 de octubre de 1973) es un nadadora retirada especializada en pruebas de estilo libre. Fue subcampeona mundial en 4x200 metros libres durante el Campeonato Mundial de Natación en Piscina Corta de 1997.
Representó a Suecia en los Juegos Olímpicos de Barcelona 1992 y Atlanta 1996.

## Palmarés internacional
| Campeonato Mundial de Natación en Piscina Corta | Campeonato Mundial de Natación en Piscina Corta | Campeonato Mundial de Natación en Piscina Corta | Campeonato Mundial de Natación en Piscina Corta |
| Año                                             | Lugar                                           | Medalla                                         | Prueba                                          |
| ----------------------------------------------- | ----------------------------------------------- | ----------------------------------------------- | ----------------------------------------------- |
| 1997                                            | Gotemburgo ( Suecia)                            | Medalla de plata                                | 4 × 200 m libre                                 |
| Campeonato Europeo de Natación                  |                                                 |                                                 |                                                 |
| Año                                             | Lugar                                           | Medalla                                         | Prueba                                          |
| 1993                                            | Sheffield ( Reino Unido)                        | Medalla de plata                                | 4 × 100 m libres                                |
| 1993                                            | Sheffield ( Reino Unido)                        | Medalla de plata                                | 4 × 200 m libres                                |
| 1995                                            | Viena ( Austria)                                | Medalla de plata                                | 200 m libres                                    |